# Kurzemes augstiene
Kurzemes augstiene ("kurländska höglandet") är ett högland i Lettland.   Det ligger i den västra delen av landet, 120 km väster om huvudstaden Riga.